# 山口珠理
山口 珠理（やまぐち しゅり）は、日本の元AV女優。2006年マドンナからAVデビュー。
身長:157 cm。スリーサイズ:B90(G)・W64・H90cm。
2019年、10年ぶりにAVに復帰。
現在は、吉原高級ソープランド「プレジデントクラブ」に在席している。

## 出演作品

### アダルトビデオ
2006年
- 美熟女ソープ壺姫御殿（12月25日、マドンナ）

2007年
- 有閑マダムの疼き（1月25日、マドンナ）
- 人妻輪●中出しレ●プ（2月25日、マドンナ）
- 美熟女と黒人（7月7日、マドンナ）
- 狙われた女教師レ●プ（8月4日、アイエナジー）
- となりの奥さん（8月25日、マドンナ）

2008年
- 非日常的悶絶遊戯 カウンターバーのママさん、珠理の場合（3月1日、AVS collector's）
- 堕ちた万引き妻 屈辱の愛玩凌●（3月7日、マドンナ）
- 美熟女誘惑上司（7月1日、ANIMALIJO）
- 遊覧船で濡れる女（9月7日、マドンナ）
- 義母姦淫奴● 裏切りの恥辱遊戯（12月7日、マドンナ）

2009年
- 義母の舌と接吻（1月7日、マドンナ）
- 銭湯の看板女将はお熱いのがお好き（5月7日、マドンナ）
- 犯●れた義姉（5月25日、マドンナ）

2019年
- あのレジェンド女優がマドンナで電撃復帰!! 復活 山口珠理（11月25日、マドンナ）
- 妻には口が裂けても言えません、義母さんを孕ませてしまったなんて…。-1泊2日の温泉旅行で、我を忘れて中出ししまくった僕。-（12月25日、マドンナ）

2020年
- こんなおばさんだけど、本当に私でいいの…? ～叔母と甥の家庭内不倫性交～（1月25日、マドンナ）
- 羞恥に濡れた、ランジェリー。（2月25日、マドンナ）
- 真面目でお堅い友達の母・珠理さんは僕の金玉がすっからかんになるまで精液を絞り取るほどの超絶倫だった…。 （3月25日、マドンナ）
- 密着セックス ～かつての想い人と分かち合う背徳の悦び～（4月25日、マドンナ）
- 四六時中、娘婿のデカチ○ポが欲しくて堪らない義母の誘い（6月25日、マドンナ）
- 「ねぇ? あなた、本当に童貞なの?」 ～童貞詐欺にイカされ続けた人妻～（8月25日、マドンナ）
- 田舎に出向を命じられた僕は、営業をサボって女上司と毎日SEXしている―。（9月25日、マドンナ）
- 「刺激が強すぎて勃起が止まらない…!」 友達の母の誘惑エステサロン（10月25日、マドンナ）
- 夫婦ゲンカの後は、いつも義母が慰めてくれる。（11月25日、マドンナ）

2021年
- 友人の母 息子の友人に犯され、幾度もイカされてしまったんです…（1月13日、溜池ゴロー）
- 義母奴隷 -特別編-（2月13日、溜池ゴロー）
- 夫の兄とNTR家庭内不倫（4月1日、プラネットプラス）
- エスカレートする義理の息子の嫌がらせ（6月1日、KSB企画/エマニエル）
- 熟母 11 ～父の代わりになった息子～（6月13日、ながえSTYLE）
- 美人スナックママ 性欲貪り巨乳痴女!!（6月20日、STAR PARADISE）
- 新・麗しの熟女湯屋 濃厚ねっとり高級ソープ（7月25日、グローバルメディアエンタテインメント）

-共演、オムニバス等-
- 山口珠理 マドンナ専属作品 COMPLETEベスト 4枚組 16時間 ～電撃復活から歩んだ12タイトル全28本番SPECIAL～（2月25日、マドンナ）※単体ベスト
- 嫁姑レズ ～無防備パンチラ嫁を寝取る淫乱義母～（6月1日、U&K）共演：乙アリス
- レズ回春エステサロン 3 ～ペニバンモニター隠し撮り～（8月13日、U&K）共演：乙アリス、オムニバス作品
- じんかくそうさ洗脳催眠 教室難民の娘を持つ保健の先生! 親子はつらいよ僕の催眠でみんな仲良く洗脳パイパイ祭り編（11月2日、山と空）共演：乙アリス

2022年
- 真・異常性交 五十路母と子 其の弐拾七 疲れ知らずの息子棒に魅せられた欲求不満母（1月25日、グローバルメディアエンタテインメント）
- はじめて彼女が出来たので義母とSEXや中出しの練習をする事にした（5月17日、溜池ゴロー）
- 嫁の母と禁断性交 其の弐拾六 妻よりもお義母さんの方がいいよ…（5月24日、グローバルメディアエンタテインメント）
- 今日は孕むまでナカに出して…（6月21日、溜池ゴロー）
- 我が家の美しい姑（6月30日、センタービレッジ）
- 嵐の夜、会社に閉じ込められた女上司と二人きり（7月26日、グローバルメディアエンタテインメント）
- 浮気をされた腹いせに家政夫を玩具にする淫乱婦人（9月5日、プラネットプラス）
- エスカレートする義理の息子の嫌がらせ（10月4日、KSB企画/エマニエル）

2023年
- 姑の卑猥過ぎる巨乳を狙う娘婿（2月14日、グローリークエスト）
- 昭和 田舎町のスナックで生きる未亡人ママ 男と女の駆引き…情欲が渦巻く官能物語 借金取りへの支払い・酒屋男の邪欲・常連客の想い（5月23日、グローバルメディアエンタテインメント）